# La Valise en carton (feuilleton)
Pour l’article homonyme, voir La Valise en carton.
Production
Diffusion

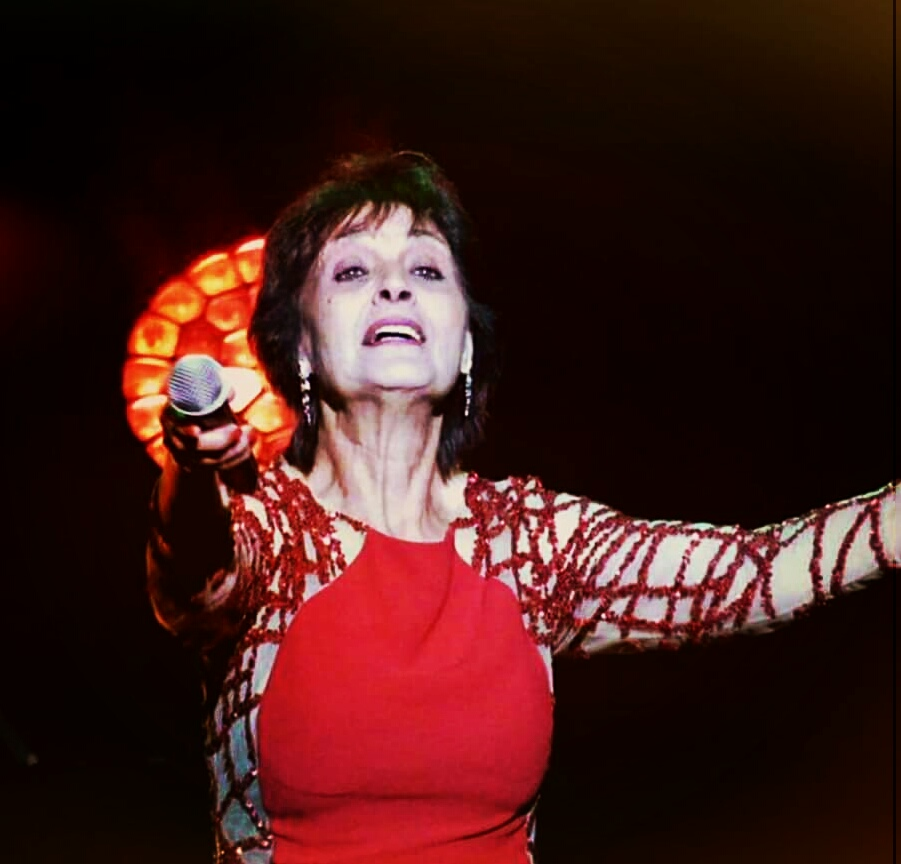
Linda De Suza.

La Valise en carton est un feuilleton télévisé biographique franco-portugais en 6 épisodes de 52 minutes, diffusé entre le 8 avril 1988 et le 13 mai 1988 sur Antenne 2. Il s’agit de l’adaptation du livre autobiographique éponyme de la chanteuse Linda de Suza, paru en 1984.

## Synopsis
De son enfance en Alentejo à sa carrière de chanteuse, Linda raconte sa vie, dans un Portugal marqué par la dictature salazarienne, auprès de sa famille et notamment sa mère, avant de fuir en France à l’âge adulte.

## Fiche technique
Sauf indication contraire, les informations mentionnées dans cette section peuvent être confirmées par le générique de fin de l'œuvre audiovisuelle présentée ici, ainsi que par la base de données cinématographiques IMDb,  présente dans la section « Liens externes ».
- Titre original : La Valise en carton
- Titre portugais : A Mala de Cartão
- Réalisation : Michel Wyn
- Scénario : Françoise Verny et Michel Wyn, d’après La Valise en carton de Linda de Suza
- Musique : Cyril Assous et Carlos Lança
- Direction artistique : Richard Cunin
- Décors : João Martins
- Costumes : Gisèle Tanalias
- Photographie : Jean-Paul Rabié
- Montage : Lucienne Barthelemy et José Manuel Lopes
- Production : Margot Caron et António da Cunha Telles
- Sociétés de production : SFP et Anima Tografo
- Sociétés de distribution : Antenne 2 ; RTP (Portugal)
- Pays de production :  France /  Portugal
- Langue originale : français, portugais
- Format : couleur
- Genre : biographie
- Durée : 52 minutes
- Dates de diffusion :
  - France : 8 avril 1988 sur Antenne 2
  - Portugal : 1988 sur RTP

## Distribution
- Souad Amidou : Linda de Suza
  - Sophie Rodrigues : Linda, 6 ans
  - Saki : Linda, 12 ans
- Maurice Barrier : Alfredo
- Irene Papas (VF : Nadine Alari) : Maria Amélia, mère de Linda
- Fabien Onteniente : Armando
- Jacques Castelot : Sebastiano
- Maria Meriko : la comtesse
- Rui Luis : le père d’Armando
- Philippe Babin : M. Stalla, ancien patron d’Armando
- Manuela Cassola : tante Manuela
- Émilie Journot : Mme Couca
- Anne-Marie Pradines : Adélaïde
- Paulo Gravato : Chico
- Sady Rebbot : Maxime
- Phillipe Anthony Alfonso : João « Jeannot », fils de Linda
  - João Paulo Ramos : João « Jeannot », 10 ans
- Michel Drucker : lui-même

## Production

### Tournage
Le tournage commence à la fin de l'année 1986, à Lisbonne. Il a également lieu à Damaia dans la municipalité d’Amadora de la région de Lisbonne, où la maison d’enfance est reconstituée, ainsi qu’à l’orphelinat Dom Pedro V où avait grandi Linda de Suza.

## Diffusions
La Valise en carton est diffusée dès le 8 avril 1988 sur Antenne 2, et au Portugal sous le titre A Mala de Cartão sur RTP.